# Дупяк
Дýпяк (на гръцки: Δισπηλιό, Диспилио, катаревуса: Δισπηλιόν, Диспилион, до 1926 година Δουπιάκοι, Дупяки) е село в Егейска Македония, Гърция, в дем Костур, област Западна Македония.

## География
Селото се намира на 7 километра югоизточно от демовия център Костур (Кастория) на южния бряг на Костурското езеро на пътя от Костур за Хрупища (Аргос Орестико), в подножието на планината Диминик (Петрадес).

## Етимология
Името на Дупяк идва от двете пещери (дупки), разположени до селото в Диминик. Името Дупяк, Дупек идва от дупа, по-старата форма на дупка, + наставката -як, -ек. Името Дупяк, Дупек носи дол в землището на Свелинос, Сярско.
В 1926 името е преведено на гръцки – Диспилион, буквално „две пещери“. Едната пещера е благоустроена и се нарича Духло (Ντούχλο, Ντούχλος). Северозападно от селото е Диминишката пещера.
В селото има четири интересни моста с традиционна архитектура – Гьоле (Γκιολέ), Чешме (Τσεσμέ), Влака (Λάκος) и Крайна вода (Γκρανοβόντα). Чешмата в западния край на селото също се казвала Крайна вода.

## История

### Неолит
В 1932 година по време на суха зима Костурското езеро се отдръпва и разкрива останки от значително праисторическо селище. Гръцки археолози под ръководството на Антониос Керамопулос започват разкопки на терена в 1935 година и откриват останки от сгради и лодки. Разкопките са спрени през 1940 година поради Итало-гръцката война, за да бъдат възобновени през 1965 година. В 1992 година нов екип начело с Георгиос Хурмузиадис, професор по праисторическа археология в Солунския университет, започва отново разкопките. Селището при Дупяк е било обитавано от края на Средния неолит (5600 – 5000 година пр.н.е.) до края на неолита (3000 г. пр.н.е.). Открити са керамика, дървени структурни елементи на сгради, семена, кости, фигурки, лични орнаменти, флейти (едни от най-старите в Европа) и най-важното – Дупяшката табличка, върху която има знаци, които може би са надпис.
Край Дупяк е изградена възстановка на праисторическото наколно селище.

### В Османската империя
Край селото са развалините на средновековната църква „Свети Архангели“.
В XV век в Дупяк са отбелязани поименно 31 глави на домакинства. В османските данъчни регистри от средата на XV век Дубяк е споменато с 18 семейства на Никола, Стайо, Йован, Лука, Яно, Продан, Гюрко, Сирак, Димо, Мануел, Димо, Папас, Яно, Богоя, Настек, Койо, Коста и Димос, и една вдовица Мара. Общият приход за империята от селото е 1818 акчета.
В XIX век Дупяк е голямо чисто българско село. В началото на века Франсоа Пуквил, френският консул при Али паша Янински, пише за Дупяк:
| „ | Спряхме се в Пякос или Дупяри, село до Костурското езеро. Дотам пътувах като в позната страна, защото можех да разговарям с хората и да общувам с тях, но тук положението се промени. Навлязох в област с българи и трябваше да използвам няколкото славянски думи, които бях научил при престоя си в Рагуза. | “ |

Александър Синве ("Les Grecs de l’Empire Ottoman. Etude Statistique et Ethnographique"), който се основава на гръцки данни, в 1878 година пише, че в Тупяк (Toupiak) живеят 600 гърци. В „Етнография на вилаетите Адрианопол, Монастир и Салоника“, издадена в Константинопол в 1878 година и отразяваща статистиката на населението от 1873 г., Дупяк (Doupiak) е посочено като село с 50 домакинства със 152 жители българи. В 1889 година Стефан Веркович („Топографическо-этнографическій очеркъ Македоніи“) пише за Дупяк:
| „ | В края му [на Костурския дервент] е разположено българското село Дуптан; то някога е представлявало два бегови чифлика, които впоследствие опустяват и сега в него има не повече от 7 къщи, 12 семейни двойки и 21 нуфузи. Жителите се занимават със земеделие, риболовство, плетене на рогозки и отчасти със занаяти. Тук има една църква с двама свещеници и един хан. Почвата на това село е плодородна, на нея добре се развиват житни и други растения; има обилие от вода. | “ |

Църквите „Свети Николай“ – енорийски храм на селото, и „Възнесение Господне“ са от XIX век.
Според статистиката на Васил Кънчов („Македония. Етнография и статистика“) в 1900 година Дупяк има 480 жители българи.
На Етнографската карта на Битолския вилает на Картографския институт в София от 1901 година Дупяк е чисто българско село в Костурската каза на Корчанския санджак с 80 къщи.
В началото на XX век Дупяк е едно от малкото патриаршистки села в Костурско. По данни на секретаря на екзархията Димитър Мишев („La Macédoine et sa Population Chrétienne“) в 1905 година в Дупяк има 640 българи патриаршисти гъркомани и в селото функционира гръцко училище.
Гръцка статистика от 1905 година представя селото като изцяло гръцко – 300 жители, тъй като е патриаршистко. Според Георги Константинов Бистрицки Дупяк преди Балканската война има 50 гръцки къщи, които са „полупогърчени българи и цигани“.
В 1915 година костурчанинът учител Георги Райков пише:
| „ | 1/2 ч. на запад от Костур, до брега на Костурското езеро, е разположено с. Дупяк, с население тоже българско и още други околни села, също такива. | “ |

На етническата карта на Костурското братство в София от 1940 година, към 1912 година Дупякъ е обозначено като българско селище.

### В Гърция
През войната селото е окупирано от гръцки части и след Междусъюзническата война в 1913 година остава в Гърция. Боривое Милоевич пише в 1921 година („Южна Македония“), че Дупяк (Дупјак) има 50 къщи славяни християни. През 20-те години на XX век в Дупяк са заселени малък брой гърци бежанци от Турция. В 1928 година е регистриран само 1 бежанец. Поради близостта си до Костур през Втората световна и Гражданската война селото не пострадва много и тук намират убежище бежанци от околните села.
Жителите традиционно произвеждат жито и боб.
В 1953 година на мястото на по-малка стара църква е построена църквата „Свети Атанасий“.
| Година    | 1913 | 1920 | 1928 | 1940 | 1951 | 1961 | 1971 | 1981 | 1991 | 2001 | 2011 | 2021 |
| --------- | ---- | ---- | ---- | ---- | ---- | ---- | ---- | ---- | ---- | ---- | ---- | ---- |
| Население | 252  | 219  | 264  | 257  | 431  | 377  | 391  | 747  | 1011 | 1086 | 976  | 944  |

## Личности
Свързани с Дупяк
- Никифор Папасидерис (1886 – 1958), гръцки духовник, патриаршески йеродякон, костурски митрополит, чийто баща е от Дупяк